# Französische Bischofskonferenz

Kirchenprovinzen und Bistümer in Frankreich (2002)

Die Französische Bischofskonferenz (französisch: Conférence des Evêques de France, CEF) entstand aus der ehemaligen Versammlung der Kardinäle und Erzbischöfe von Frankreich (1945–1966) und ist seit 1966 die ständige Bischofskonferenz aller Bischöfe der römisch-katholischen Kirche in Frankreich. Sie ist Mitglied im Rat der Europäischen Bischofskonferenzen (CCEE) und ist in der Kommission der Bischofskonferenzen der Europäischen Gemeinschaft (COMECE) vertreten.

## Aufgabenstellung
Die französische Bischofskonferenz definiert ihr Hauptaugenmerk und ihre Schwerpunktarbeit auf die Begegnung im Glauben, auf die Erziehung der Kinder und Jugendlichen, auf das familiäre Zusammenleben und auf das Leben in christlicher Gemeinschaft. Sie behandelt Fragen zur Gesellschaft und fördert die Solidarität mit den Kirchen der Welt.

## Arbeitsgrundlage
Die Bischofskonferenz wurde auf Basis der Verordnungen des Zweiten Vatikanischen Konzils gegründet. Sie ist eine bischöfliche Konferenz und Versammlung aller französischen Bischöfe und hat sich als apostolische Aufgabe den Erhalt der Kirchen gestellt. Sie will ihre Aufgaben und Methoden an der gegebenen Zeit ausrichten und dem Wohle der Gläubigen dienen. Ihre Arbeitsgrundlage liegt im Codex Iuris Canonici (CIC) von 1983 verankert, in dem die Modalitäten und Funktionen der Bischofskonferenzen niedergelegt sind. Die bischöfliche Versammlung ist keine Zwischeninstanz des französischen Episkopats zum Heiligen Stuhl.

## Organisation

### Präsidium
- Präsident
  - Éric de Moulins-Beaufort, Erzbischof von Reims
- 1. Vizepräsident
  - Dominique Blanchet, Bischof von Créteil
- 2. Vizepräsident
  - Olivier Leborgne, Bischof von Arras
- Generalsekretär
  - Hugues de Woillemont

### Ständiger Rat
Der „Ständige Rat“ setzt sich aus dem Präsidenten, den beiden Vizepräsidenten und fünf weiteren gewählten Mitgliedern, aus dem Bischofskollegium, zusammen. Er bereitet die Sitzungen der Bischofskonferenz vor und ist für die Durchführung der Plenarversammlungen verantwortlich. Der Rat trifft sich jeweils im Juni und September.

### Komitee
Das Komitee für Studien und Projekte wurde 2005 eingerichtet und tagt jeweils am Vorabend der Vollversammlungen. Es überwacht die laufenden Arbeiten und Projekte, legt die Dauer der Versammlungen fest und überwacht die Finanzierungsbestimmungen.

## Bischöfliche Kommissionen
- Kommission für Theologie
- Kommission für Liturgie und sakramentale Seelsorge
- Kommission für Katechese
- Kommission für Priester und Laien in der Mission
- Kommission für das geweihte Leben (Ordensgemeinschaften)
- Kommission für allgemeine Missionsaufgaben
- Kommission für die Mission in Frankreich
- Kommission für das Finanzwesen

## Räte der Bischofskonferenz
Durch die Bischofskonferenz wurden folgende Räte eingerichtet, ihnen gehören gewählte Bischöfe, Sachverständige und gewählte Laien an:
- Rat für die kanonischen Fragen
- Rat für die familiären und sozialen Fragen
- Rat für die Bewegungen und Assoziationen von Anhängern
- Rat für Kinder- und Jugendseelsorge
- Rat für die wirtschaftlichen, sozialen und rechtlichen Angelegenheiten
- Rat für die Einheit des Glaubens und die Beziehungen mit dem Judentum
- Rat für die Solidarität

## Mitglieder
Mitglieder der Französischen Bischofskonferenz sind alle amtierenden Diözesanbischöfe des französischen Mutterlandes und der Übersee-Départements sowie in Frankreich lebende emeritierte französische Kardinäle. Bischöfe von französischen Überseegebieten mit anderem Status sind keine Mitglieder, werden aber – ohne Stimmrecht – zur Vollversammlung eingeladen.
- → Hauptartikel: Liste der französischen Diözesen

## Präsidenten
- Emmanuel Kardinal Suhard, Erzbischof von Paris (1945–1948)
- Achille Kardinal Liénart, Bischof von Lille (1948–1964)
- Maurice Kardinal Feltin, Erzbischof von Paris (1964–1969)
- François Kardinal Marty, Erzbischof von Paris (1969–1975)
- Roger Kardinal Etchegaray, Erzbischof von Marseille (1975–1981)
- Jean Vilnet, Bischof von Saint-Dié und später von Lille (1981–1987)
- Albert Kardinal Decourtray, Erzbischof von Lyon (1987–1990)
- Joseph Duval, Erzbischof von Rouen (1990–1997)
- Louis-Marie Billé, Erzbischof von Aix-en-Provence und später von Lyon (1997–2001)
- Jean-Pierre Kardinal Ricard, Erzbischof Bordeaux (2001–2007)
- André Kardinal Vingt-Trois, Erzbischof von Paris (2007–2013)
- Georges Pontier, Erzbischof von Marseille (2013–2019)
- Éric de Moulins-Beaufort, Erzbischof von Reims (seit 2019)[3]